# Francesco Buranelli
Francesco Buranelli (* 26. März 1955 in Rom) ist ein italienischer Klassischer Archäologe.

## Leben
Francesco Buranelli studierte an der Universität Rom, wo er 1979 die Laurea erlangte und 1987 promoviert wurde. Seit 1983 arbeitete er an der etruskischen Abteilung der Vatikanischen Museen, seit 1993 als deren Leiter. 1996 wurde er amtierender Generaldirektor, von 2002 bis 2007 war er Generaldirektor der Vatikanischen Museen.

## Veröffentlichungen (Auswahl)
- La necropoli Villanoviana “Le Rose” di Tarquinia (= Quaderni del Centro di studio per l'archeologia etrusco-italica 6). Consiglio Nazionale delle Ricerche, Rom 1983.
- La Raccolta Giacinto Guglielmi. Band 1: La ceramica. Città del Vaticano 1997.
- mit Maurizio Sannibale (Hrsg.): Etruscan Treasures from the Cini-Alliata Collection. Crisalide, Rom 2004.
- mit Paolo Liverani, Arnold Nesselrath (Hrsg.): Laocoonte. Alle origini dei Musei Vaticani, quinto centenario dei Musei Vaticani 1506–2006. L’Erma di Bretschneider, Roma 2006, ISBN 88-8265-409-5.